# Почесна шпага рейхсфюрера СС

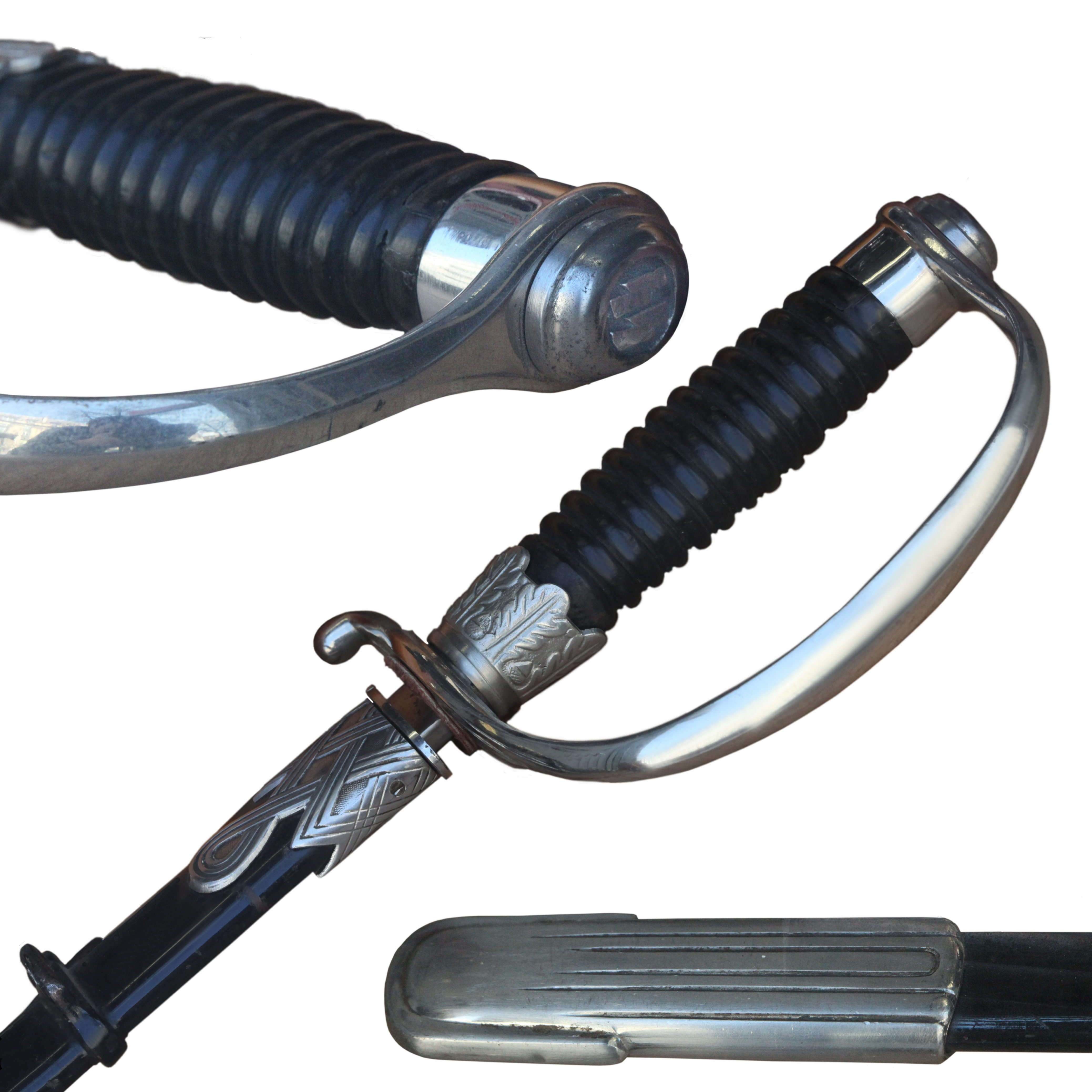
Почесна шпага рейхсфюрера СС в піхвах

Почесна шпага рейхсфюрера СС (нім. Ehrendegen Reichsführer SS), скорочено Почесна шпага СС (нім.SS-Ehrendegen) або просто Шпага СС (нім. SS-Degen) — відзнака СС, яку рейхсфюрер СС Генріх Гіммлер вручав шпаги офіцерам та унтер-офіцерам військ СС і підрозділів «Мертва голова» за особливі заслуги.

## Історія
Дизайн шпаги в 1935 році розробив професор Карл Дібіч, який на замовлення рейхсфюрера СС Генріха Гіммлера створив всі відзнаки та уніформу СС. Шпаги виготовляла фірма Peter Dan. Krebs у Золінгені.

## Дизайн
Шпага мала тонке пряме лезо, довжина якого залежала від зросту власника. Ручка складалась з D-подібної хрестовини та дерев'яної рукоятки, обмотаної срібним дротом. На кінці рокоятки ставлений диск з двома зіґ-рунами.
Піхви шпаги були вкриті чорною емаллю і мали посріблені закінчення та хрестовину. Вони кріпились до ременя за допомогою алюмінієвого ланцюжка, прикрашеного подвійними зіґ-рунами.
Унтер-офіцерські шпаги відрізнялись відсутністю орнаменту на піхвах та срібного дроту на рукоятці, а руни зображувались на ковпачку, а не на рукоятці.

## Умови нагородження

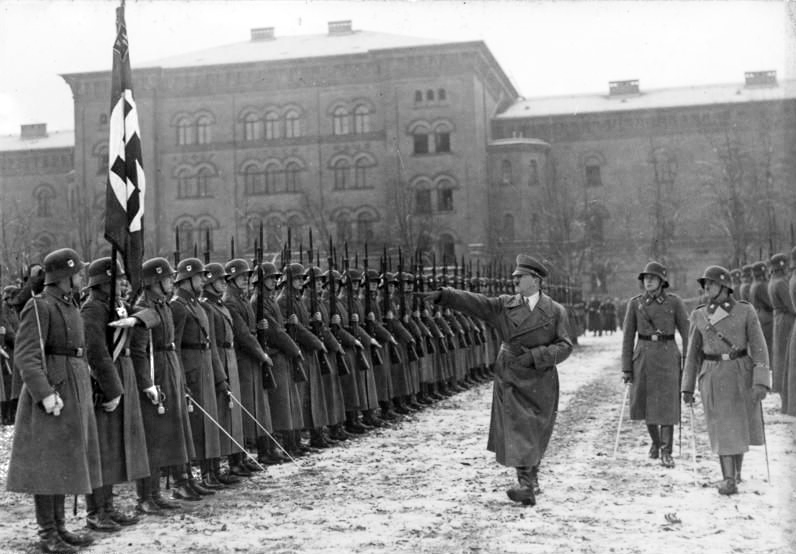
Адольф Гітлер приймає парад у казармі лейбштандарту (1935). У деяких офіцерів можна помітити почесні шпаги.

На відміну від почесного кинджалу СС, особливих умов для отримання шпаги не було: основним фактором була особиста прихильність Гіммлера. Чим вище було звання, тим вища була імовірність отримання шпаги. Наявність шпаги вказувала на те, що Гіммлер вважав офіцера одним з найдостойніших членів СС.
Також шпаги вручались випускникам юнкерських шкіл СС у Бад-Тельці та Брауншвейзі за успішне завершення навчання. Нагородження відбувалось після отримання звання уштерштурмфюрера СС і складання присяги.
Нагороджений офіцер отримував разом із шпагою сертифікат від рейхсфюрера СС.

## Кількість нагороджених
| Звання                 | Кількість нагороджених | Кількість всіх офіцерів |
| ---------------------- | ---------------------- | ----------------------- |
| Штандартенфюрери СС    | 362                    | 621                     |
| Оберфюрери СС          | 236                    | 276                     |
| Группенфюрери СС       | 88                     | 96                      |
| Обергруппенфюрери СС   | 91                     | 92                      |
| Оберстгруппенфюрери СС | 4                      | 4                       |